# آستانه شنوایی مطلق

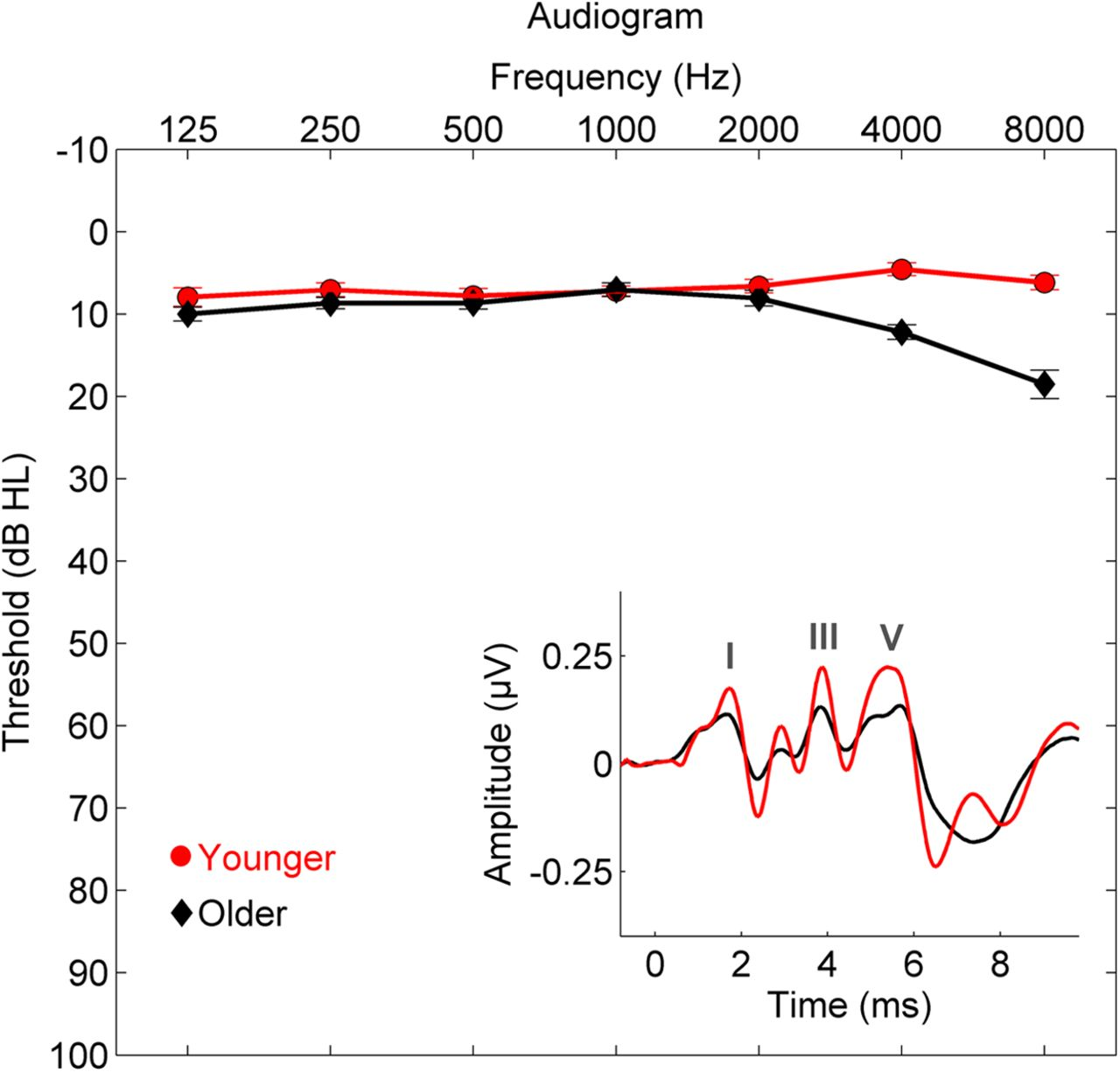
میانگین آستانه شنوایی بر حسب دسی‌بل (SPL) (یکای 'dB(HL)' نشان‌داده شده در محور عمودی نادرست است) از ۱۲۵ تا ۸۰۰۰ هرتز رسم شده استبرای جوان ترها (۳۰–۱۸ سال، دایره‌های قرمز) و بزرگسالان مسن (۶۷–۶۰ سال، الماس سیاه). این نمودار نشان می‌دهد که شنوایی افراد مسن در بسامدهای ۴۰۰۰ و ۸۰۰۰ هرتز به‌طور قابل توجهی کمتر از بزرگسالان جوان حساس است، این مقدار تقریباً به‌ترتیب با کلیدهای پیانو و آهنگ‌های b′′ (B7) و b′′′ (B8) مطابقت دارد. B8 نزدیک به انتهای بالای محدوده بسامد پیانو است.

آستانه شنوایی مطلق (انگلیسی: Absolute threshold of hearing) یا به اختصار ATH که آستانه شنیداری نیز نامیده می‌شود، به کمینه شدت صدای تک‌بسامدی گفته می‌شود که گوش یک انسان متوسط با شنوایی معمولی می‌تواند بدون وجود صدای دیگری بشنود. آستانه مطلق مربوط به صدایی است که فقط می‌تواند توسط ارگانیسم شنیده شود. آستانه مطلق یک نقطه گسسته نیست و بنابراین به عنوان نقطه ای طبقه‌بندی می‌شود که در آن یک صدا در درصد مشخصی از زمان پاسخی را ایجاد می‌کند.
آستانه شنوایی عموماً با توجه به فشار صوتی جذر میانگین مربعات (RMS) ۲۰ میکروپاسکال گزارش می‌شود، یعنی سطح فشار صوتی (SPL) ۰ دسی‌بل نشان‌دهنده شدت صدای ۰٫۹۸ pW/m2 در فشار ۱ اتمسفر در دمای ۲۵ درجه سلسیوس است. این تقریباً آرام‌ترین صدایی است که یک انسان جوان با شنوایی سالم می‌تواند با بسامد ۱ کیلوهرتز تشخیص دهد. آستانه شنوایی وابسته به بسامد است و نشان داده شده است که حساسیت گوش در بسامدهای بین ۲ کیلوهرتز تا ۵ کیلوهرتز در بهترین حالت است، یعنی جایی که آستانه شنوایی به ۹- دسی‌بل کاهش می‌یابد.